# Sechelt

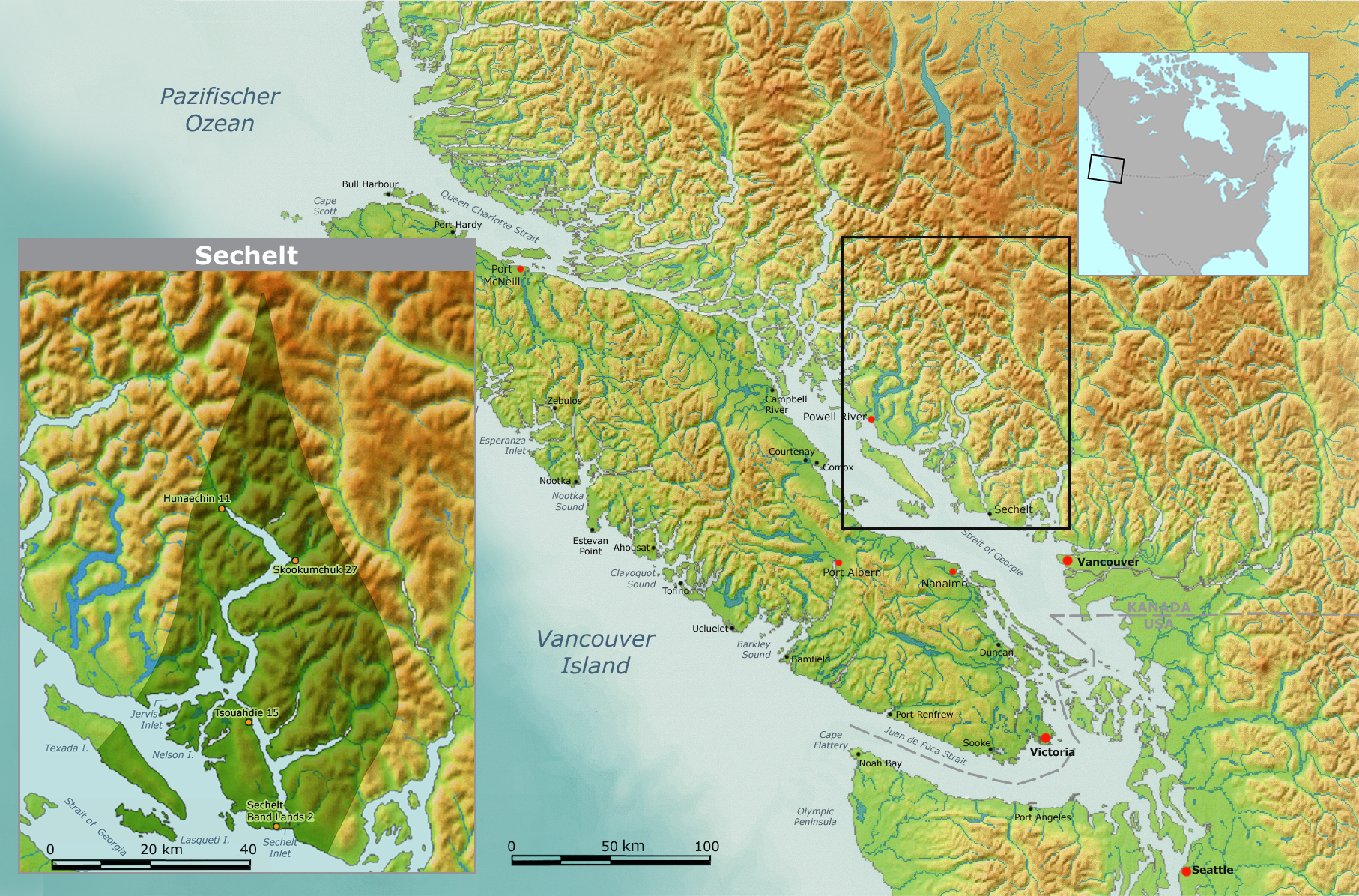
Traditionelles Territorium der Sechelt und Hauptreservate

Die Sechelt (engl. Aussprache: „SEA-shelt“) oder Shishalh (in Sechelt: Shishá7lh) sind eine der kanadischen First Nations in der Provinz British Columbia und zählen kulturell und sprachlich wie die eng verwandten Pentlatch (Puntletch oder Puntledge) und die Comox-Gruppen (Comox (K'omoks), Homalco (Xwemalhkwu), Klahoose (ƛohos) und Sliammon (ɬəʔamɛn oder Tla’amin)) zu den Küsten-Salish. Zur Zeit des ersten Kontakts mit Europäern zählten die Shishalh (Sechelt) schätzungsweise ca. 26.000 Stammesmitglieder.
Die Sechelt (Shíshálh) First Nation, offiziell Sechelt Indian Band genannt, befindet sich heute gegenüber der Ostküste von Vancouver Island auf der östlichen Seite der Strait of Georgia mit dem nach ihnen benannten Ort Sechelt (ch’atlich) als Verwaltungssitz. Im September 2013 zählte sie 1.328 eingetragene Stammesmitglieder, von denen 630 in den eigenen Reservaten leben, 29 in anderen Reservaten sowie die restlichen 669 außerhalb.

## Sprache
Ihre Sprache, das Sháshíshálh / She Sháshíshálhem (šášíšáɬəm) oder Sechelt, zählt zum Northern Georgia Strait Coast Salish oder Northern (Coast) Salish des Zentralen-Küsten-Salish (Central Coast Salish) der Salish-Sprachen und ist eng verwandt mit dem Comox-Sliammon oder (Ay-Ay-Ju-Thum / Salhulhtxw) der Comox-Gruppen und dem Pentlatch oder Puntletch / Puntledge (Pənƛ̕áč) der Pentlatch. Jedoch beherrschen heute nur noch bis zu 45 Shíshálh – mit verschiedener Befähigung – ihre Muttersprache fließend; hiervon sind 15 Shíshálh flüssig und die anderen 10 bis 15 können eine Unterredung führen und dieser folgen.

## Geschichte
Die heutigen Shishalh (Sechelt) sind Nachfahren von vier bedeutenden Clans oder Untergruppen, die jeweils in einem Hauptdorf sowie einigen kleineren Siedlungen lebten; zudem unterschieden die Shishalh zwischen Winter- und Sommerdörfern:
- die xénichen / xenichen (am Queen’s Reach, dem nördlichsten Arm des Jervis Inlet)
- die ts´únay / tsunay (im Jervis Inlet an der Deserted Bay, an der einst das Shishalh-Dorf Tsuahdie – „Platz, um Unterschlupf/Schutz zu suchen“ lag, das wegen Grizzly-Angriffen verlassen, sprich: deserted wurde)
- die téwánkw / twankw (im Sechelt Inlet, Salmon Inlet und Narrow Inlet), bestehend aus dem stalashen (Killerwhal Clan) und huham (Frosch Clan) und
- die sxixus (von Pender Harbour, einer Bucht der Sunshine Coast, einschließlich des Trout Lake (Ɂiy shenchu) bis zum heutigen Roberts Creek (xwesam), das traditionell als Grenze zwischen den Stammesgebieten der Shishalh und der Squamish (Skwxwu7mesh) galt)

Im Jahr 1925 schlossen sie sich offiziell zur Sechelt Indian Band zusammen.

### Katholische Mission und Reservate
Als wohl erster Europäer kam der Missionar Paul Durieu (1830–1899) in die Gegend. Er war 1848/49 dem Oblatenorden beigetreten. 1854 beendete er seine Priesterausbildung und brachte als Grundsätze mit: Unterricht in der Sprache derjenigen, die missioniert werden sollen, Gründung von Missionsschulen und Nichteinmischung in die inneren Verhältnisse der Stämme. Ende 1854 arbeitete er in Oregon, wo er die Einrichtung der „watchmen“ kennenlernte: Männer, die in Abwesenheit des Priesters über den Lebenswandel der Missionierten wachen und berichten sollten. Dabei schwebte ihnen das Modell der Jesuiten von Paraguay vor, die ihre katholischen Traditionen an die lokalen anpassten, um die Lebensweise über sehr lange Zeiträume zu verändern. Das hatte zur Folge, dass unter der katholischen Hülle ein Überleben der traditionellen Kultur möglich war.
Doch waren die katholischen, Französisch sprechenden Missionare bei den Siedlern unbeliebt und mussten bald abgezogen werden. Während des Aufstands der Yakima (Washington) 1855–56 musste Durieu fliehen und sollte nun unter den Snohomish, einem Salish-Stamm, missionieren. Der Oblaten neues Hauptquartier wurde Esquimalt auf Vancouver Island. 1859/60 wurde Durieu zu den Küsten-Salish entsandt, 1864 zu den Salish im Fraser-Tal. 1865 ging er zu den Kwakwaka'wakw in der Nähe von Beaver Harbour.
Der Pockenepidemie von 1862 fiel wohl beinahe der gesamte Stamm der Sechelt zum Opfer. Nur etwa 200 von ihnen überlebten. Diese Katastrophe führte zu einer Massenbekehrung zum Katholizismus. Am 7. Dezember 1876 wurde den Sechelt („Se Shell“) ihr heutiges Reservat zugewiesen.
Bereits Ende der 1860er Jahre dominierten die Temperance Society Courts, die Gerichtshöfe der Mäßigungsgesellschaft, unter Vorsitz der reisenden Missionare das Rechtsleben und überwachten „die Moral“ der verbliebenen Salish. Die Missionare übersetzten die wesentlichen Texte der Liturgie in die Lingua Franca der Gegend, ins Chinook; 1892 erschien auch die Bibel in dieser Sprache. Durieu avancierte 1870 zum Generalvikar des Ordens, 1875 zum Bischof.
Trotz der paternalistischen Aufsicht und Fürsorge waren die wenigen Sechelt, und auch die anderen Salish-Stämme, auf ihre Hilfe im Kampf um zugesagte Rechte, z. B. Reservate, angewiesen. Zugleich beunruhigte die anglikanisch dominierte Regierung der Erfolg der Missionare, die bei ihren kirchlichen Feierlichkeiten – „Potlatches“ genannt – bis zu 3.000 Eingeborene versammelten. Methodisten und Anglikaner kopierten bald die Missionsmethoden der Oblaten. Die Oblaten betreuten mit 24 Priestern rund 70 Indianergemeinden. Sechelt erhielt 1901 erstmals einen dauerhaft ansässigen Priester. Durieu gründete Musikgruppen und Chöre sowie eine Theatergruppe. Außerdem versuchte er, die Gemeinden wirtschaftlich auf eigene Beine zu stellen und ermutigte sie zum massiven Holzeinschlag und zum industriellen Fischfang.
Der Chirouse-Skandal von 1892 zeigte aber bereits früh die Gewaltbereitschaft der Missionsschulen auf. Pater Eugène-Casimir Chirouse von der Mission von Snohomish hatte ein Indianermädchen auspeitschen lassen und wurde dafür vor Gericht gestellt. Das System Durieu, beinahe eine Theokratie, geriet in Misskredit.
Dennoch wurde bei Chateleech die erste Residential School gebaut. In Sechelt wurde die St. Augustine's Residential School am 29. Juni 1904 eröffnet, dort, wo heute das House of Chiefs steht. 1917 brannte die Schule ab, wurde aber 1922 wieder eingerichtet und existierte bis in die 1960er Jahre. Die Sechelt mussten eigenhändig ihre Totempfähle und andere „paraphernalia of the medicine men“ verbrennen.
1881 lebten noch 167 der einst wohl 5.000 Sechelt. Das „eine große Feuer“, das sich einst vom Gower Point zur Saltery Bay erstreckt hatte, ihre Kultur, Lieder, Gesänge, Tänze, Geschichten und Kunstfertigkeiten schienen verloren.

### Kultur
Lachs war, wie überall an der Pazifikküste, die Hauptnahrung der Küsten-Salish und damit auch der Shishalh. Auch in ihrer Kultur spielt er eine wichtige Rolle, ähnlich wie Adler, Rabe, Bär, Wolf und Wal. Der Donnervogel gilt als Herr des Himmels, die Schlange als Herrin des Meeres. Ein drittes Tier, entfernt einem Frosch ähnlich, repräsentierte das Glück. In den Totempfählen erscheinen diese Motive sehr häufig, dazu die Symbole der Clans. Die Schnitzarbeiten darf dabei nicht jeder ausführen, die Stellung als „Carver“ ist erblich und in hohem Maße spirituell.
Im House of hewhiwas, dem Haus der Häuptlinge, am Highway 101 findet sich das Museum tems swiya („Unsere Arbeit“), das allerdings nur im Sommer geöffnet ist. Neben Schnitzarbeiten finden sich dort Kanus, Korbarbeiten, Werkzeuge, zeremonielle Gegenstände, aber auch Fotografien von Felsmalereien (pictographs).
Der Mount Daniel (419 m) wurde, der Legende nach, von den Shishalh als Ausguck benutzt, um von Feinden nicht überrascht zu werden. Aber er hatte noch eine weitere Funktion: Der Gipfel des Berges – Kwiss Cham – war der Ort, an dem die Mädchen des Stammes ihren Übergang zur Frau zelebrierten. In einem großen Kreis wurden Steine abgelegt, die den Mond repräsentierten, und in dem Kreis beteten und meditierten die Mädchen mehrere Tage. Diese Mondringe stehen heute unter Schutz und zählen zu den archäologischen Stätten der Provinz. Vor ihrem Besuch sollte man die Shishalh kontaktieren und ihre Führung in Anspruch nehmen.

### Europäische Siedler
1869 nahm John Scales, ein britischer Ingenieur, Land an der Trail Bay in Besitz, später auch an der Porpoise Bay. Er zog nie in die Gegend, sondern verkaufte seinen Besitz an Thomas John und Sarah Cook, die als die ersten weißen Siedler der Gegend gelten. 1904 baute die Whitaker-Familie eine Anlegestelle für Dampfboote, die Union Steamships, in der Porpoise Bay und der Trail Bay. Die wichtigsten Industrien wurden bald Holzfällerei, Fischerei und vor allem Tourismus.

### Wiederherstellung
Die Sechelt waren 1986 die erste First Nation in Kanada, die die Selbstregierung (self-government) erlangte. Gesichtslose Totempfähle vor dem Museum der Shishalh sollen noch heute die Zeit vor 1986 symbolisieren, als die Indianer glaubten, ihre Identität verloren zu haben. Seitdem tragen die Pfähle wieder Gesichter.
Am Hidden Grove Trail, rund 4 km hinter dem Porpoise Bay Park, befindet sich noch ein kleiner, inzwischen geschützter Urwald mit einem der einst zahlreichen Riesen, dem „Lonely Giant“.
Um die Caren Range, wo sich ein Urwald befindet, der in den 1970er Jahren fast abgeholzt worden wäre, entbrennt seit 2005 ein heftiger Streit. Es handelt sich um 800 ha innerhalb des im Jahr 2000 eingerichteten Spipiyus Provincial Park, der rund 3.000 ha umfasst. Die Pan Pacific Aggregates (PPA) erhielt Anfang des Jahres die Förderrechte für Rohstoffe auf der gesamten Sechelt Peninsula, dazu gehört auch die Caren Range. Pan Pacific will im Spipiyus Provincial Park ein Bergwerk bauen. Dies geschah ohne Konsultation der Shishalh durch das zuständige Ministry of Energy, Mines and Petroleum Resources.
Die Friends of Sechelt Peninsula baten die Shishalh um Unterstützung gegen das Unternehmen, die bereits am 19. August 2006 in einem Referendum die Ablehnung erklärt hatten. Sie schrieben am 14. November 2006 einen offenen Brief an die PPA. Anfang März 2007 wurde entschieden, dass das Projekt einer Prüfung auf Umweltverträglichkeit unterzogen wird.
Gleichzeitig unternehmen die Shishalh seit dem 7. Juni 2006 einen Versuch, ein archäologisches Inventar des von dem Rohstoffunternehmen gefährdeten Gebiets zu erstellen. Mehrere Stätten konnten identifiziert werden, ohne jedoch den Kriterien des B.C. Heritage Conservation Act zu genügen.

## Heutige Reservate
Heute bilden die insgesamt 33 Reservate oder Sechelt Band Lands (SBL) der Sechelt Indian Band den Sechelt Indian Government District, der den Status einer Regional Municipality hat – 32 SBL`s befinden sich im Bezirk Sunshine Coast Regional District und ein SBL`s im Bezirk qathet Regional District.
Die größten Reservate oder SBL`s sind Sechelt Band Lands 2 (241,2 ha), wo auch die meisten Sechelt leben, Sechelt Band Lands 15 (293,2 ha), auch Tsouahdie genannt (Küste von Deserted Bay vom rechten Ufer des Stakawus Creek bis zur Mündung des Deserted River, Jervis Inlet) und Sechelt Band Lands 27 (Skookumchuck) (103,2 ha) sowie Band Lands 11 (Hunaechin). Dazu kommen zahlreiche, mitunter sehr kleine Reservate an der Mündung des Wilson Creek, um die Porpoise Bay, am Narrows Inlet, am Jervis Inlet, am Princess Louisa Inlet, um Pender Harbour, auf der Francis Peninsula, zwischen Sakinaw Lake und Agamemnon Channel, sowie an der Malaspina-Straße.
Nachfolger von Häuptling Stan Dixon ist Garry Peschuk, der von vier Beratern unterstützt wird.